# Цителгори
Цителгори (груз. წითელგორი) — село в Грузии, в муниципалитете Лагодехи края Кахетия. 

## География
Село расположено в восточной части края, в 25 километрах по прямой к юго-западу от центра муниципалитета Лагодехи. Высота центра — 210 метров над уровнем моря.

## Население
По данным переписи населения 2014 года, в селе проживало 164 человека.
| Год  | Население | Мужчины | Женщины |
| ---- | --------- | ------- | ------- |
| 2002 | 174       | 92      | 82      |
| 2014 | 164       | 86      | 78      |